# Timo Hildebrand
Timo Hildebrand (Worms, 5 april 1979) is een voormalig Duits doelman in het betaald voetbal. Hij tekende in september 2014 een eenjarig contract bij Eintracht Frankfurt, dat hem transfervrij inlijfde. Hildebrand debuteerde op 28 april 2004 in het Duitse elftal, in en tegen Roemenië. Hildebrand heeft het Bundesligarecord in handen van 884 achtereenvolgende competitieminuten zonder tegentreffer.
Hildebrand keepte van het seizoen 1999/00 tot 2006/07 bij Stuttgart en was sinds de zomer van 2000 vaste doelman. Hij speelde ruim tweehonderd Bundesliga-wedstrijden. In het Duitse elftal vervulde Hildebrand na het interlandpensioen van Oliver Kahn een rol als reservedoelman achter Jens Lehmann.
In 2007 verkaste hij naar Spanje om bij Valencia CF te gaan spelen. In zijn eerste seizoen kwam hij tot 26 competitieduels, maar na het vertrek van Ronald Koeman als trainer van Valencia verloor Hildebrand zijn basisplaats. In zijn tweede seizoen kwam hij ook niet aan spelen toe. Hij vertrok in de winterstop van dat seizoen naar TSG 1899 Hoffenheim. Daar trof hij zijn ex-trainer Ralf Rangnick. Na anderhalf seizoen verliet Hildebrand Hoffenheim en tekende hij bij Sporting Lissabon. Zijn contract hier werd niet verlengd in de zomer van 2011. Hij keerde voor het seizoen 2011/12 terug naar zijn geboorteland, waar hij ditmaal tekende bij Schalke 04. Op 29 maart 2016 zette Hildebrand een punt achter zijn profcarrière.

## Carrièrestatistieken
| seizoen | club                | land               | competitie       | wed. | goals |
| ------- | ------------------- | ------------------ | ---------------- | ---- | ----- |
| 1999/00 | VfB Stuttgart       | Vlag van Duitsland | Bundesliga       | 6    | 0     |
| 2000/01 | VfB Stuttgart       | Vlag van Duitsland | Bundesliga       | 32   | 0     |
| 2001/02 | VfB Stuttgart       | Vlag van Duitsland | Bundesliga       | 31   | 0     |
| 2002/03 | VfB Stuttgart       | Vlag van Duitsland | Bundesliga       | 20   | 0     |
| 2003/04 | VfB Stuttgart       | Vlag van Duitsland | Bundesliga       | 34   | 0     |
| 2004/05 | VfB Stuttgart       | Vlag van Duitsland | Bundesliga       | 34   | 0     |
| 2005/06 | VfB Stuttgart       | Vlag van Duitsland | Bundesliga       | 31   | 0     |
| 2006/07 | VfB Stuttgart       | Vlag van Duitsland | Bundesliga       | 34   | 0     |
| 2007/08 | Valencia            | Vlag van Spanje    | Primera División | 26   | 0     |
| 2008/09 | Valencia            | Vlag van Spanje    | Primera División | 0    | 0     |
| 2008/09 | 1899 Hoffenheim     | Vlag van Duitsland | Bundesliga       | 10   | 0     |
| 2009/10 | 1899 Hoffenheim     | Vlag van Duitsland | Bundesliga       | 28   | 0     |
| 2010/11 | Sporting Lissabon   | Vlag van Portugal  | SuperLiga        | 0    | 0     |
| 2011/12 | FC Schalke 04       | Vlag van Duitsland | Bundesliga       | 6    | 0     |
| 2012/13 | FC Schalke 04       | Vlag van Duitsland | Bundesliga       | 21   | 0     |
| 2013/14 | FC Schalke 04       | Vlag van Duitsland | Bundesliga       | 12   | 0     |
| 2014/15 | Eintracht Frankfurt | Vlag van Duitsland | Bundesliga       | 0    | 0     |

## Erelijst
- Bundesliga: 2007
- Copa del Rey: 2008
- UEFA Intertoto Cup: 2000, 2002

1 Kahn  ·
2 Hinkel ·
3 Friedrich ·
4 Wörns ·
5 Nowotny ·
6 Baumann ·
7 Schweinsteiger ·
8 Hamann ·
9 Bobic ·
10 Kurányi ·
11 Klose ·
12 Lehmann ·
13 Ballack ·
14 Brdarić ·
15 Kehl ·
16 Jeremies ·
17 Ziege ·
18 Ernst ·
19 Schneider ·
20 Podolski ·
21 Lahm ·
22 Frings ·
23 Hildebrand ·
Coach: Völler
1 Kahn ·
2 Hinkel ·
3 Friedrich ·
4 Huth ·
5 Owomoyela ·
6 Engelhardt ·
7 Schweinsteiger ·
8 Frings ·
9 Hanke ·
10 Deisler ·
11 Brdarić ·
12 Lehmann ·
13 Ballack  ·
14 Asamoah ·
15 Ernst ·
16 Hitzlsperger ·
17 Mertesacker ·
18 Borowski ·
19 Schneider ·
20 Podolski ·
21 Schulz ·
22 Kurányi ·
23 Hildebrand ·
Coach: Klinsmann
1 Lehmann ·
2 Jansen ·
3 Friedrich ·
4 Huth ·
5 Kehl ·
6 Nowotny ·
7 Schweinsteiger ·
8 Frings ·
9 Hanke ·
10 Neuville ·
11 Klose ·
12 Kahn ·
13 Ballack  ·
14 Asamoah ·
15 Hitzlsperger ·
16 Lahm ·
17 Mertesacker ·
18 Borowski ·
19 Schneider ·
20 Podolski ·
21 Metzelder ·
22 Odonkor ·
23 Hildebrand ·
Coach: Klinsmann